# Navira
Navira is een geslacht van spinnen uit de familie wolfspinnen (Lycosidae).

## Soorten
De volgende soorten zijn bij het geslacht ingedeeld:
- Navira naguan Piacentini & Grismado, 2009